# Kalle Aalto
Kalle Aalto (22 tháng 2 năm 1884 - 14 tháng 12 năm 1950) là một chính trị gia Phần Lan. Ông làm thợ xây và thợ xây và sau đó là nông dân. Aalto sinh ra và mất ở Halikko. Ông trở thành thành viên của Quốc hội Phần Lan từ khu vực bầu cử của tỉnh Turku Nam vào ngày 16 tháng 10 năm 1919, sau khi Sikstus Rönnberg qua đời. Ông là một đảng viên Đảng Dân chủ Xã hội và phục vụ trong quốc hội cho đến năm 1922.